# Mysidia ariasi
Mysidia ariasi är en insektsart som beskrevs av Broomfield 1985. Mysidia ariasi ingår i släktet Mysidia och familjen Derbidae. Inga underarter finns listade i Catalogue of Life.